# Ammoperdix
Ammoperdix Gould, 1851 è un genere di uccelli galliformi della famiglia dei Fasianidi.

## Tassonomia
Comprende le seguenti specie:
- Ammoperdix griseogularis (Brandt, 1843) - pernice golagrigia
- Ammoperdix heyi (Temminck, 1825) - pernice delle sabbie

## Distribuzione e habitat
L'areale della pernice golagrigia si estende nell'Asia sud-occidentale (Turchia, Siria, Iran, Iraq, Azerbaigian, Kazakistan, Tagikistan, Turkmenistan, Uzbekistan, Afghanistan, Pakistan, India), mentre la pernice delle sabbie è diffusa in Sudan, Etiopia, Egitto, Israele, Giordania, Palestina, Siria, Oman, Arabia Saudita, Emirati Arabi Uniti e Yemen.